# 北京市鲁迅中学
北京市鲁迅中学是北京市的一所中学，位于西城区新文化街45号。现校址为原京师女子师范学堂旧址，是全国重点文物保护单位、北京市级爱国主义教育基地。

## 历史

### 校舍史
清光绪三十四年（1908年）七月御史黄瑞麟奏请设立京师女子师范学堂，学部在斗公府旧址建校，宣统元年（1909年）建成。民国曾改称北平女子师范学校，1928年改为北平大学女子师范学院。1923年7月至1926年8月间鲁迅在此兼任国文系讲师。在三一八惨案中遇难的刘和珍、杨德群即为该校学生，1931年在校内为两者立纪念碑，纪念碑上刻有文天祥所撰《正气歌》中的名句：“气所磅礴，凛然万古存，当其贯日月，生死安足论”。

### 鲁迅中学史
鲁迅中学始建立于1901年，为基督教圣公会创办的笃志学堂，后改为笃志女中，1949年后改为北京第八女子中学，1958年迁入现校址，后更名为北京第一百五十八中学，1996年更名为北京市鲁迅中学。

### 八二三事件
1966年8月23日，北京文联从女八中找到一百多位红卫兵对萧军、老舍等人批斗、折磨，造成次日老舍的自杀。这些红卫兵之后大多上山下乡。

## 校舍
学堂整体坐北朝南，由六栋二层楼房组成。建筑风格为清末西洋古典折中主义风格。目前，校内仍完整保存着鲁迅任教时为学生演讲的礼堂、讲课的教室等历史遗迹，礼堂现已辟为“鲁迅生平展室”。

## 著名校友
- 王同惠
- 黄绍湘